# 太一教
太一教是金朝时萧抱珍创立的一个道教派别，元朝末年绝传。以符箓道法为主，也有守柔弱的内炼之法。尊奉太一。是金朝三大新兴道派之一。
萧抱珍于金熙宗天眷初年（1138年）创立太一教，其道法为太一三元道法，具体内容已不可知，大约是一种符箓道法。
创教伊始，萧抱珍只在卫州（今河南汲县）家中传教。信徒渐多以后，才建了一个茅庵定居。其徒侯澄后在赵州和真定府建了太一堂，以符水治病行教。
皇统十一年（1148年）左右，萧抱珍被皇帝召见，正式获得朝廷的承认。
太一教模仿天师道的秘传原则，每代掌教人必须改姓“萧”。其立教宗旨是“度群生于苦厄”，尊重人伦。
其著述现已不传。

## 掌教人
- 一代：萧抱珍
- 二代：萧道熙（1156年-？）
- 三代：萧志冲（1156年-1216年）
- 四代：萧辅道（1191年-1252年）